# Tigridia mariaetrinitatis
Tigridia mariaetrinitatis là một loài thực vật có hoa trong họ Diên vĩ. Loài này được Espejo & López-Ferr. mô tả khoa học đầu tiên năm 2001.